# Gaál György (református lelkész)
Gaál György (Ireg 1814 – Kőröshegy 1896) református lelkész.
A mai Iregszemcsén, Tolna vármegyében született. Édesapja, Gaál György, tanító volt. Édesanyja Szabó Klára. Elemi iskoláit Miszlán végezte, ahol édesapja tanítóskodott. Az algimnáziumot Gyönkön végezte. 1829-től Pápán tanult, a református főiskolán, majd 1836-tól Nagyszékelyben káplán, illetve segédpap. Papi vizsgát 1837-ben tett, és Pesten szentelték pappá. Először Túrban (ma Somogytúr) lett pap. Innen 1838-ban Nagykőrösre ment, és Farkas Ferenc fiainak nevelője, tanítója. 1846. április 27-én került Kilitibe. Ugyanebben az évben megnősült. Gulyás György látrányi lelkész Eszter nevű lányát vette feleségül.
1848-ban a szószékről is hirdette a szabadságharc eszméjét, ezért annak leverése után feljelentették. 1849-ben október végén Pesten, mint felségsértőt kötél általi halálra ítélték, ezt Haynau húsz évi vasban töltendő várfogságra változtatta. 1850 áprilisában Kufsteinbe szállították.
Gaál György 1856 júliusában amnesztiával szabadult, és feleségéhez Látrányba ment. 1857-től Nágocson szolgált, majd innen 1859-ben Kőröshegyre került. Az egyházmegye elismerte tehetségét, szorgalmát, előbb pénztárossá, majd tanácsbírává nevezték ki. 1873-ban esperessé, majd 1877-ben kerületi tanácsbírává választották. Tevékenyen és köztiszteletben szolgált mindaddig, míg élete vége felé a várbörtönben szerzett betegsége miatt, látását majdnem teljes egészében el nem vesztette.
Sírja jelenleg Kőröshegyen a Széchenyi Zsigmond-féle kastélytól pár száz lépésre levő régi temetőben található.
A kufsteini börtöntorony falára, 1937-ben a budapesti evangélikus leánygimnázium márványtáblát helyezett el. A táblán szereplő 94 név között ott van Gaál Györgyé is.